# Vorhangantenne

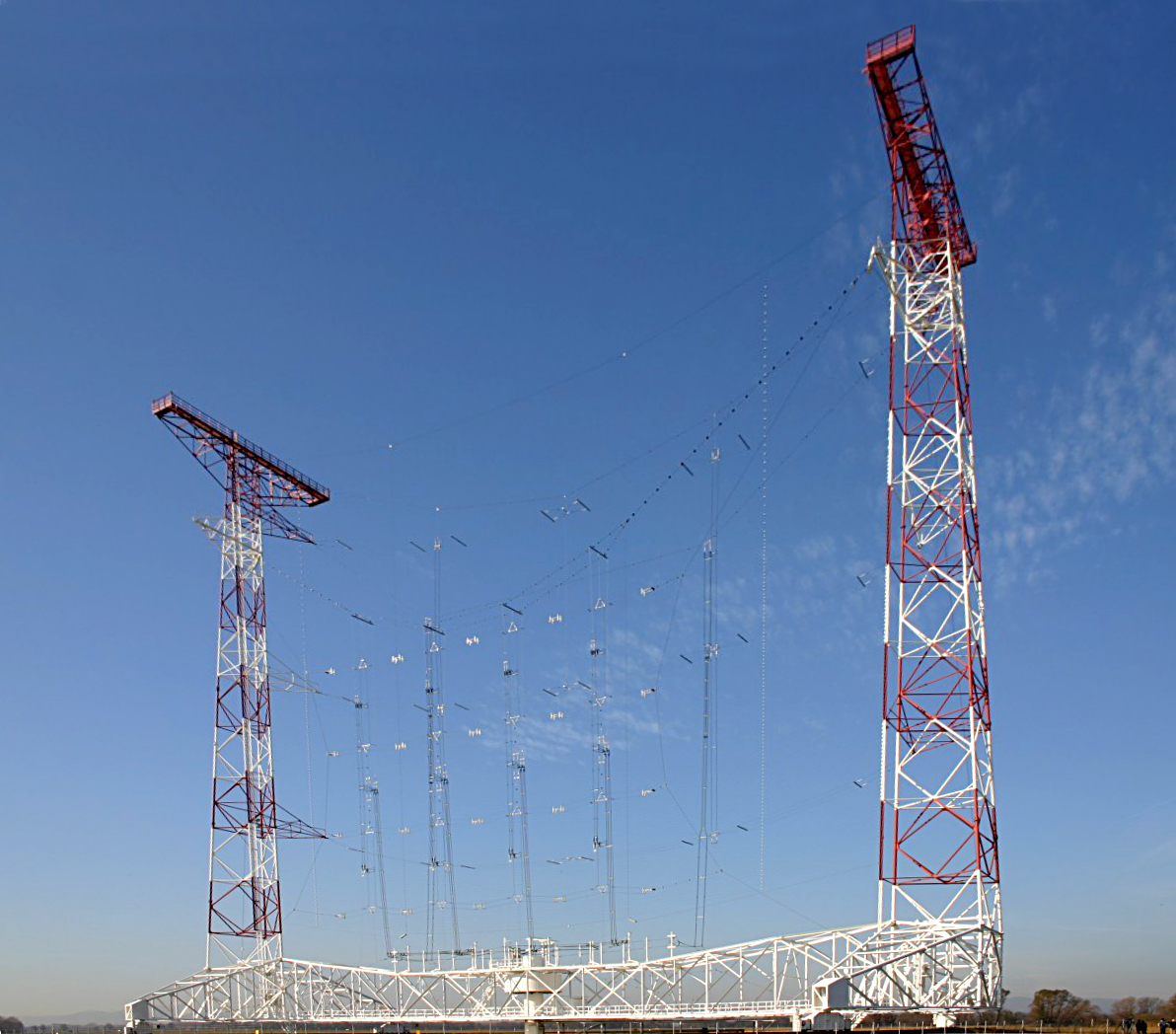
Vorhangantenne, als mechanisch drehbare KW-Antenne, betrieben von ORS in Moosbrunn, Österreich. Sichtbar sind die vertikalen Speiseleitungen der Dipole. Die ganze Antenne ist durch Drehen des Gerüsts auf Rollen als Richtantenne ausrichtbar. 500 kW, 320 t.

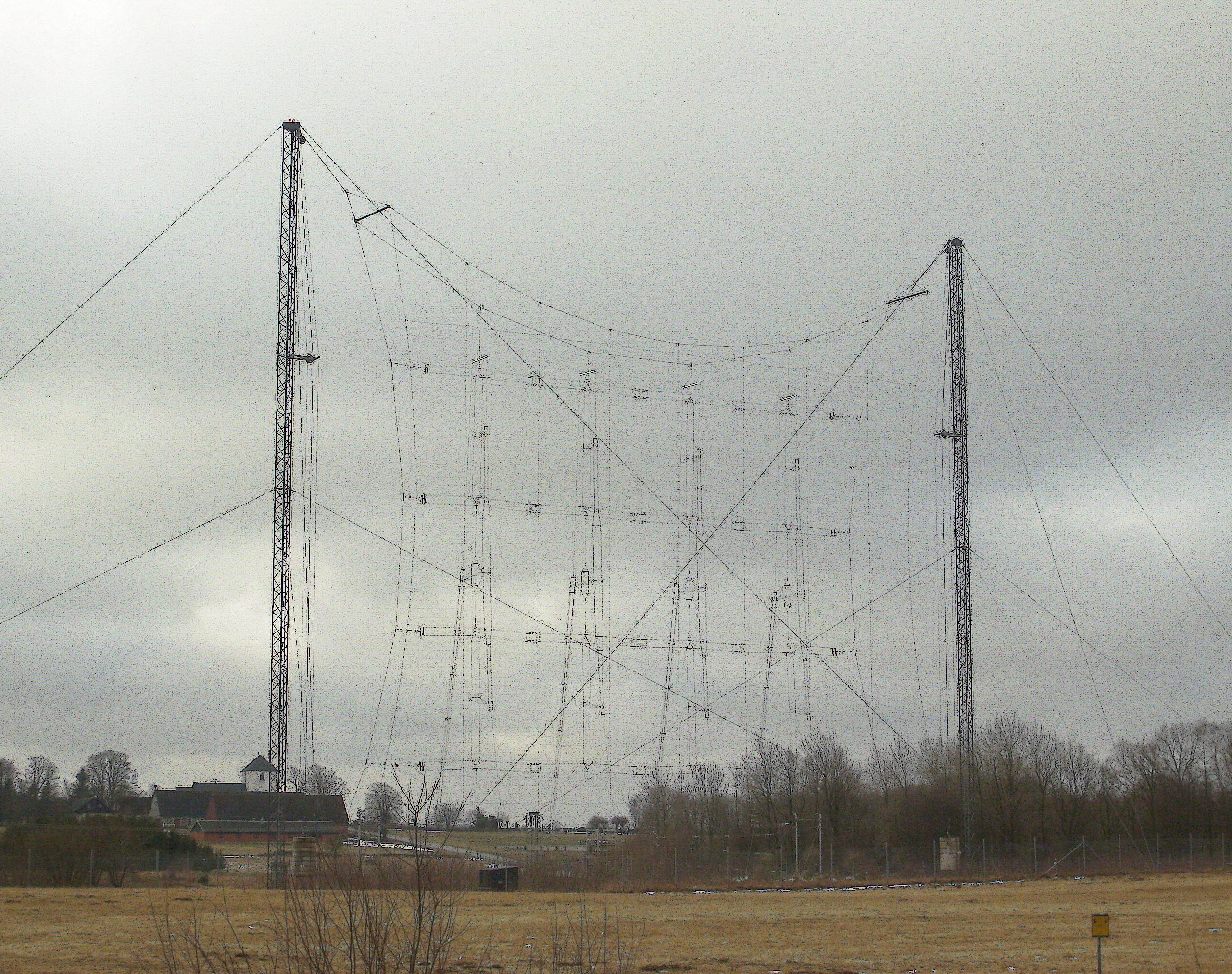
Historische Vorhangantenne für Kurzwelle bestehend aus einem Feld von 4×4 horizontalen Dipolen, vor einem Seilnetz (links oben etwas erkennbar), zwischen 2 Masten, bis 2010 verwendet, 2011 abgebaut, Hörby, Schweden

Eine Vorhangantenne ist eine Richtantenne, welche üblicherweise für Rundfunksender auf Kurzwelle, beispielsweise bei der Kurzwellensendeanlage Wertachtal, verwendet wurde.

## Bedingungen
Ein Ziel des Kurzwellenrundfunks ist es, ein geografisches Ziel sicher mit Informationen zu versorgen. Dazu benötigt man genügend Leistung am Sendeort und die richtige Frequenz, passend zum Funkwetter. Um diese Bedingungen möglichst wirtschaftlich zu erfüllen, hat man die Vorhangantennen entwickelt, die diesen Anforderungen gerecht werden: hohe Ausbeute der vorhandenen Senderleistung(Gewinn) und Verwendbarkeit mit mehreren Frequenzen, um Aufbauplatz einzusparen und um die erforderliche Anzahl von Antennen zu verringern.

## Aufbau
Eine Vorhangantenne besteht aus einer Kombination von mehreren Antennen, welche vor einer Reflektorwand angeordnet sind. Die Antennen und die Reflektoren sind mit Stahlseilen und Isolatoren wie ein Vorhang zwischen je zwei, üblicherweise freistehenden Trägermasten aufgehängt.

### Gewinn
Die einfachste Form der Antenne ist der Dipol. Er lässt sich einfach aus Draht herstellen. Damit ist er auch preiswert. Kombiniert man zwei Dipole horizontal zu einer Zeile, so erhält man eine Bündelung der Abstrahlrichtung horizontal um die Hälfte, der resultierende Gewinn beträgt 3 dB. Kombiniert man 4 Dipole in einer Zeile, steigt der Gewinn auf 6 dB bei weiterer Halbierung der horizontalen Abstrahlbreite. Durch dieses Verfahren wird die abgestrahlte Leistung in die gewünschte Richtung durch Antennengewinn vervierfacht. Doppelt man diese Dipolzeile vertikal (= „stocken“), so verändert sich das Vertikaldiagramm der Antenne in gleicher Weise. Der Antennengewinn steigt auf 12 dB. Durch hinzufügen von weiteren 8 Dipolen in vertikaler Stockung (nun ein Feld von 4 x 4 Dipolen) steigt der Gewinn rechnerisch auf 24 dB. Dieser Wert ist der theoretische Wert. Es treten Verluste durch Symmetrierung und Verteilung auf. Für eine Vorhangantenne mit 16 Elementen kann man in der Praxis mit einem Gewinn von 20 dB rechnen. Das bedeutet hundertfache Strahlungsleistung gegenüber der Senderleistung: aus 500 kW werden 50.000 kW Strahlungsleistung (ERP) in die gewünschte Richtung.

### Breitbandige Auslegung

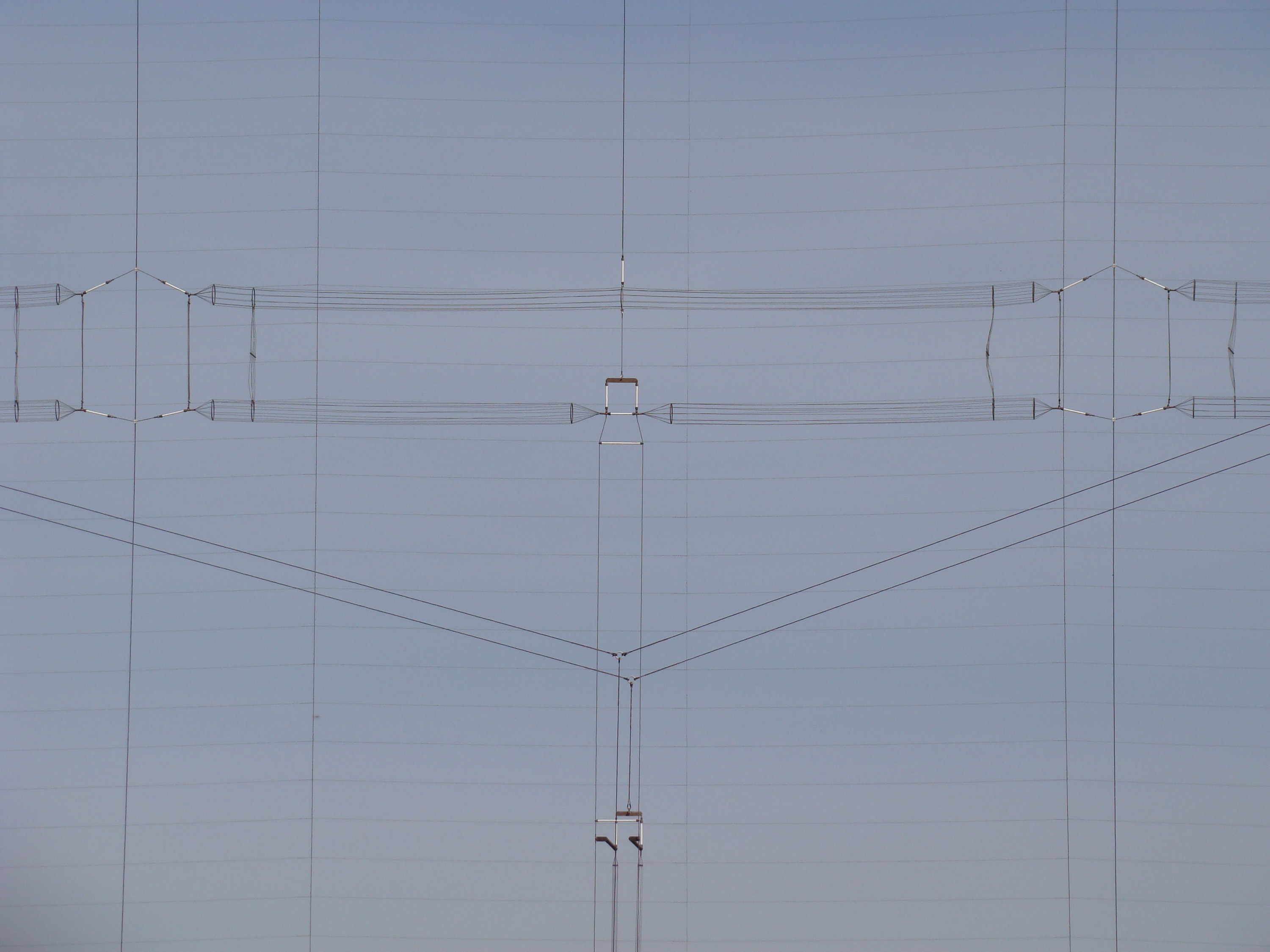
Halbwellen-Dipol in gefalteter Ausführung mit Elementen aus Drahtreusen

Wird der „einfache Draht“ bei den Dipolen durch eine reusenförmige Anordnung von Drähten ersetzt, erweitert sich der nutzbare Frequenzbereich der Antenne ohne Verlust des Gewinns und der Richtwirkung: Sie wird breitbandig. Neben ihrer Auslegungsfrequenz kann sie mit entsprechender Abstimmeinrichtung auch auf 3 bis 4 benachbarten Rundfunkbändern betrieben werden. Das spart Platz und Kosten beim Aufbau, weil ein Antennengebilde für mehrere Frequenzbänder genutzt werden kann.

### Erweiterte Bauform
Häufig werden die Flächen zwischen zwei Masten doppelt genutzt. Man nennt sie dann Doppelwandantenne. Zentrisch zwischen den Masten befindet sich ein Seilnetz (Reflektornetz), welches den Raum in zwei Antennenbereiche teilt: „Vor dem Vorhang“ und „Hinter dem Vorhang“. Auf beiden Seiten befindet sich jeweils mindestens eine Antenne.

#### Ein Beispiel

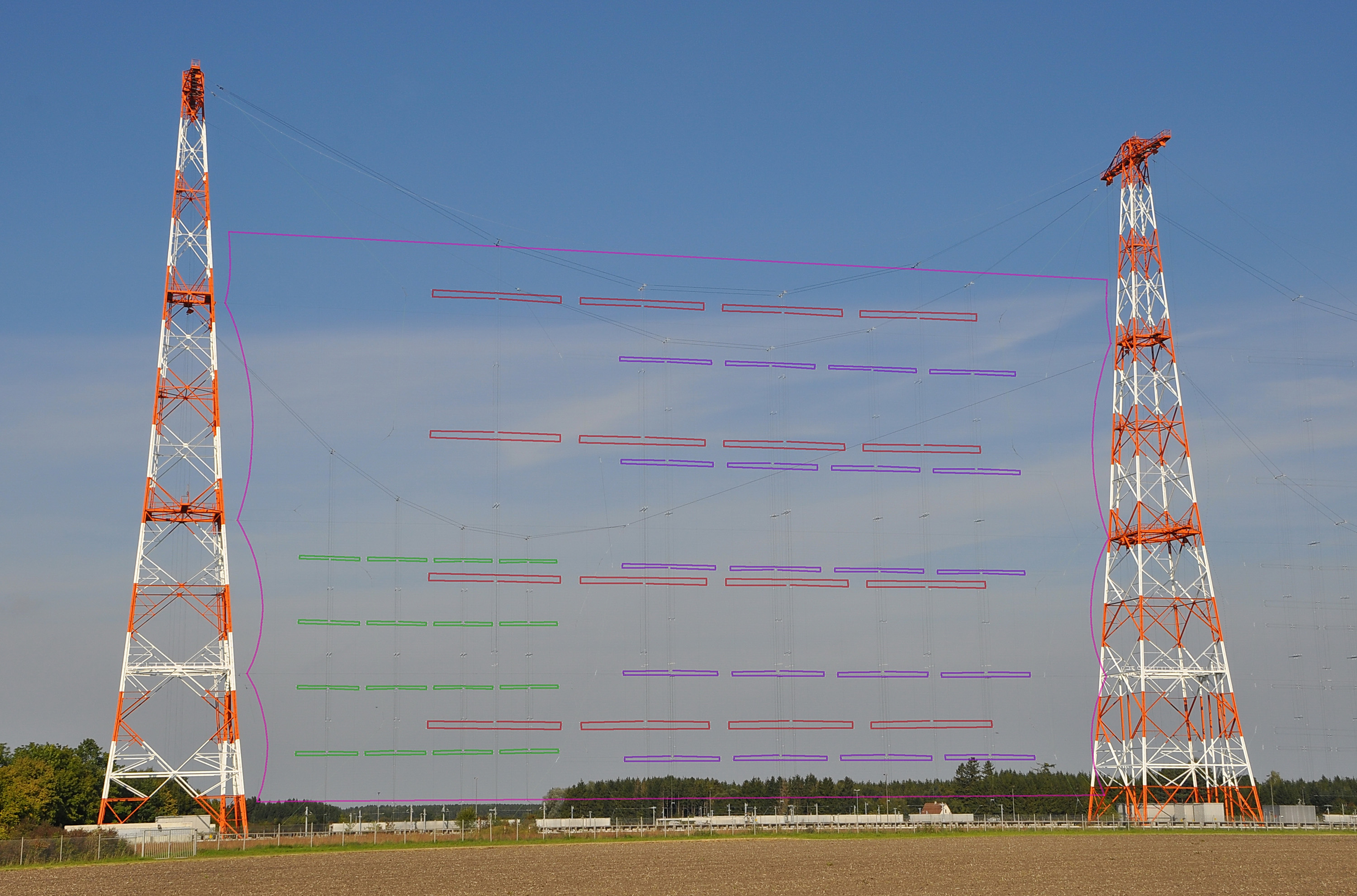
Beispiel für die mehrfache Ausnutzung eines Antennenplatzes

Das Bild zeigt eine dreifach-Ausnutzung eines Antennenfeldes bei der ehemaligen Rundfunksendestelle Wertachtal in Bayern. Diese Ausführung hatte zusätzliche  Besonderheiten.

Auf der Seite 210° (im Bild zugewandte Seite, rot markiert) befindet sich eine Antenne mit 4 Reihen zu 4 Elementen für 6 und 7 MHz. Auf der abgewandten Seite (30°) sind links (in grün) 16 Elemente für 11, 15 und 17 MHz montiert. Auf der rechten Seite befindet sich eine weitere Antenne mit 20 Elementen (violett) für 7 und 9 MHz, von der die unterste Zeile mit 4 Dipolen als Antenne für den Nahbereich auf 9 und 11 MHz genutzt werden konnte. Im praktischen Betrieb konnte auf beiden Seiten je eine Vorhangantenne unabhängig von der anderen Seite, auf Frequenzen mit genügend Abstand genutzt werden.

#### Neue Ansätze
Seit 1993 gibt es eine neue Bauform der Vorhangantenne, entwickelt in Zusammenarbeit von Thomson-CSF (später Thales) und TéléDiffusion de France (TDF) für die Verwendung als Ersatz für die alten Kurzwellensender in Issoudun und Allouis. Hier ist die gesamte Antennenkonstruktion selbsttragend, voll drehbar und mit einem Sender fest verbunden. Es entstand die so genannte ALLISS-Antenne.

## Nomenklatur
Die CCIR (heute  ITU) hat die Bezeichnung von Vorhangantennen standardisiert.

Die Bezeichnungen folgen diesem Schema: HR(S) gefolgt von 3 Zahlenwerten m/n/h, wobei h ein Dezimalbruch sein kann.
- HR = Vorhangantenne mit Horizontalen Dipolen und Reflektorvorhang
- Wenn vorhanden: S = Antenne ist elektrisch schwenkbar oder mechanisch drehbar (Slewable)
- m: Anzahl der Strahler (Halbwellendipole) in jeder Zeile
- n: Anzahl der Strahler (Zeilen) übereinander
- h: Höhe der untersten Zeile der Strahler über Grund, gegebenenfalls in Bruchteilen der Wellenlänge

So ist eine Antenne mit zwei Zeilen zu 4 Dipolen mit einer Wellenlänge über Grund eine 'HR 4/2/1'.
Die Antenne aus Hörby im Bild oben war somit zumindest eine HR 4/4/0,5. Ob sie mittels Phasenänderung elektronisch schwenkbar war (siehe Phased-Array-Antenne), kann man nicht erkennen – sie wäre in dem Fall, oder wenn sie insgesamt drehbar gewesen wäre, eine HRS 4/4/0,5.